# Chionea arverna
Chionea arverna är en tvåvingeart som först beskrevs av Jacques Brunhes 1986.  Chionea arverna ingår i släktet Chionea och familjen småharkrankar. Inga underarter finns listade i Catalogue of Life.